# Illuminatie (christendom)
Illuminatie of verlichting is de religieus-spirituele ervaring van een volledig begrip en inzicht.
Dit epistemologisch begrip uit de filosofie komt onder meer voor bij Augustinus. Augustinus was een vierde-eeuwse theoloog die zich weloverwogen had bekeerd tot het christendom. Kennis was voor Augustinus vooral kennis van het eeuwige en het onveranderlijke, en niet van dingen die constant aan verandering onderhevig zijn. "De wereld om ons heen is constant in beweging, en derhalve kan vaste, zekere kennis niet uit de waarnemingen van deze wereld gedestilleerd worden. Ware kennis komt tot ons via illuminatie. Dit is goddelijk licht dat ons beschijnt, en dat wij door toedoen van de interne leraar, Jezus Christus, als zodanig kunnen herkennen.", zo vond hij.
Een vergelijkbaar begrip in het boeddhisme is verlichting, het ervaren van nirwana.